# Ernst Pfiffner
Ernst Pfiffner (né le 6 décembre 1922 à Mosnang, Canton de Saint-Gall, mort le 9 juillet 2011 à Bâle) est un compositeur, chef d'orchestre et organiste suisse.

## Biographie
Ernst Pfiffner a passé son certificat de maturité à l'école de l'Abbaye de Disentis. Il a ensuite étudié la musique pendant plusieurs semestres Semester la philosophie et la théologie. Il s'est ensuite tourné vers l'étude de la musique (orgue) à Rome et à Bâle avant de passer son diplôme. 
De 1950 à 1987 il était Kantor, chef de chœur et organiste de la Michaelskirche à Bâle. De 1959 à 1994 il a également travaillé comme professeur de musique à Bâle et à Lucerne. En outre, Ernst Pfiffner a dirigé de 1967 à 1987 l'académie de musique scolaire et d'église à Lucerne. De 1960 à 1970, il était le rédacteur de la revue musicale Katholische Kirchenmusik.

## Œuvre
Son opus comprend plus de 140 compositions pour choriste solo à grand chœur et pour formations instrumentales de soliste à grand orchestre.